# Boleophthalmus birdsongi
Boleophthalmus birdsongi es una especie de peces de la familia de los Gobiidae en el orden de los Perciformes.

## Morfología
Los machos pueden llegar a alcanzar los 7,6 cm de longitud total.

## Hábitat
Es un pez de Clima tropical y demersal.

## Distribución geográfica
Es un endemismos de Australia.

## Observaciones
Es inofensivo para los humanos. 